# Les Courtilles
Les Courtilles è una stazione della linea 13 della metropolitana di Parigi. 
Si trova tra i comuni di Asnières-sur-Seine e Gennevilliers. 

## La stazione
La stazione è stata inaugurata il 14 giugno 2008 e come si evince dal nome della stazione, essa è ubicata ai confini con i comuni di Asnières-sur-Seine e Gennevilliers. Dal 2011, in superficie, in coincidenza con la stazione della metropolitana, si trova una fermata della linea 1 del tram di Parigi.
In sede di progetto il nome della stazione era stato stabilito in Asnières-Gennevilliers-Le Luth, dato dal nome dei complessi immobiliari esistenti nei pressi della realizzanda stazione.

## Galleria d'immagini

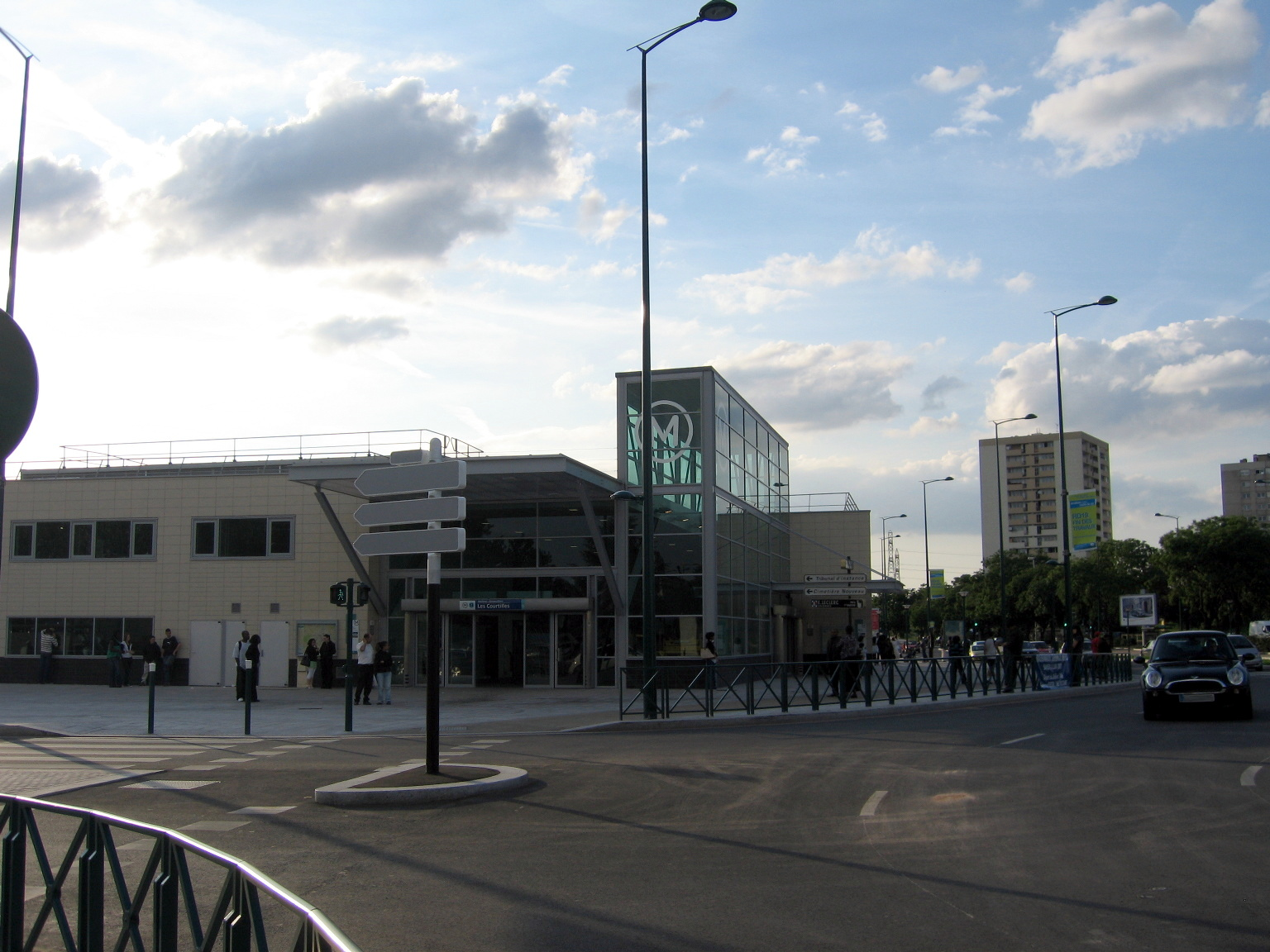
L'esterno della stazione
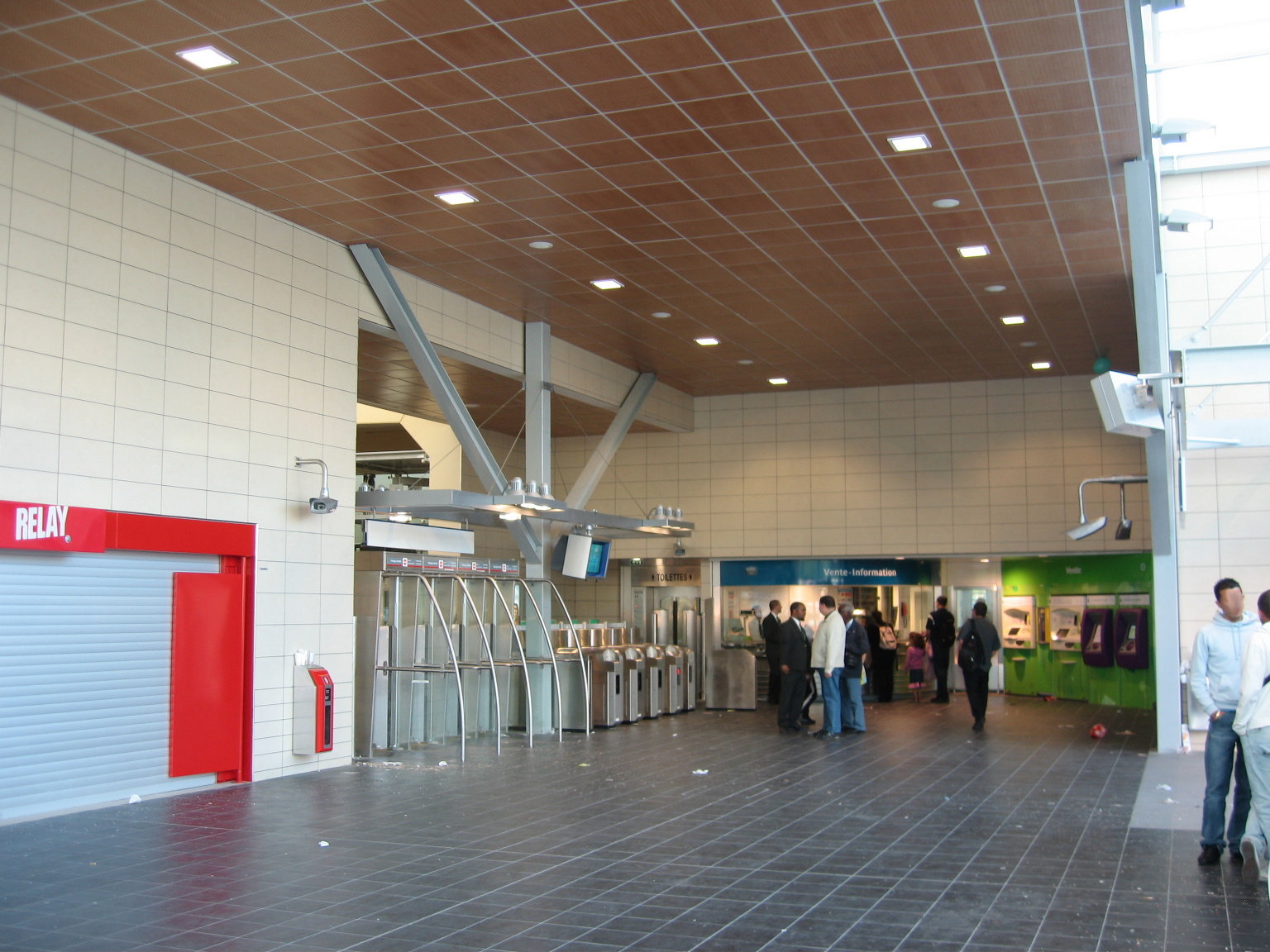
L'interno della stazione
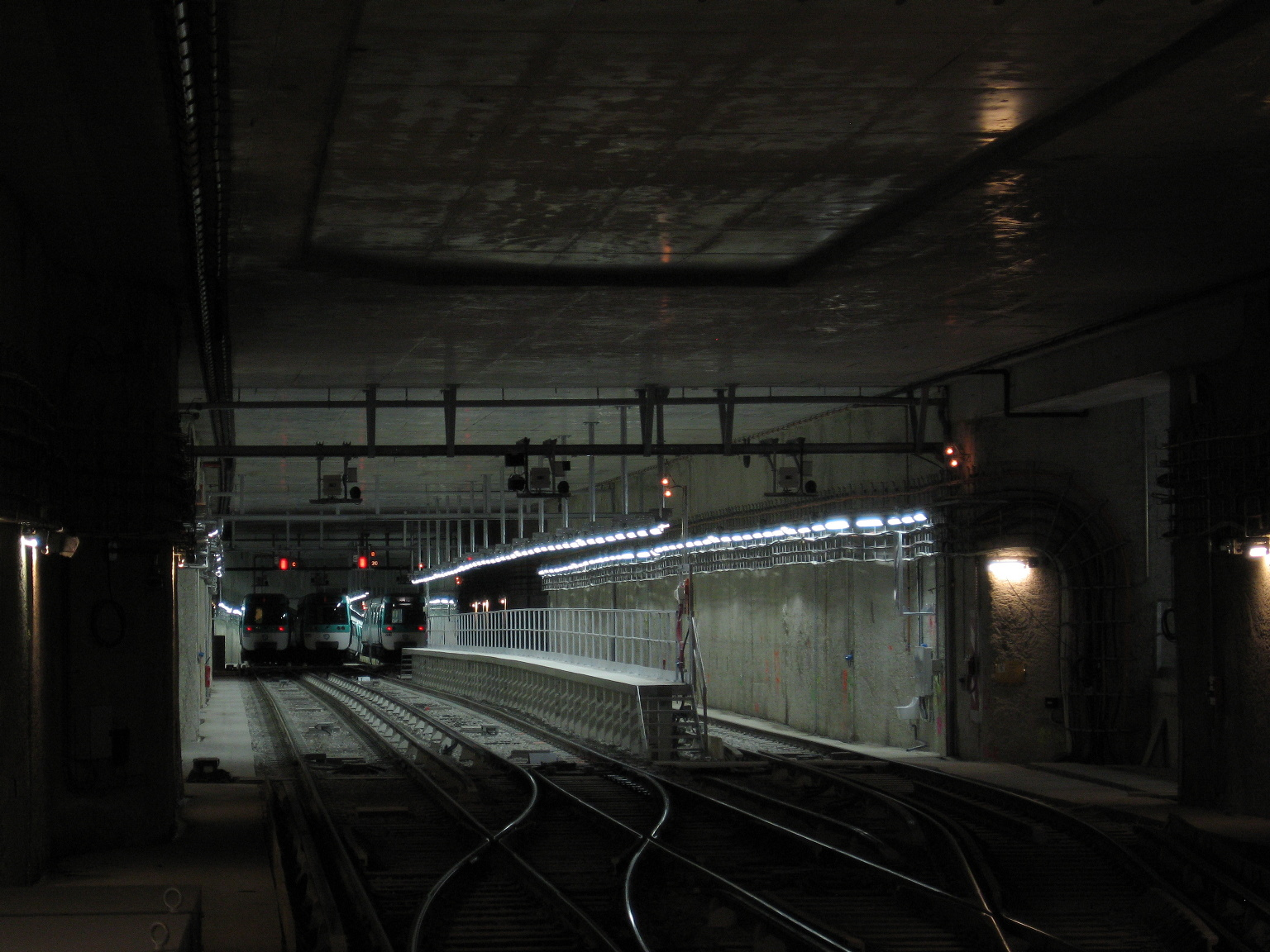
La rimessa
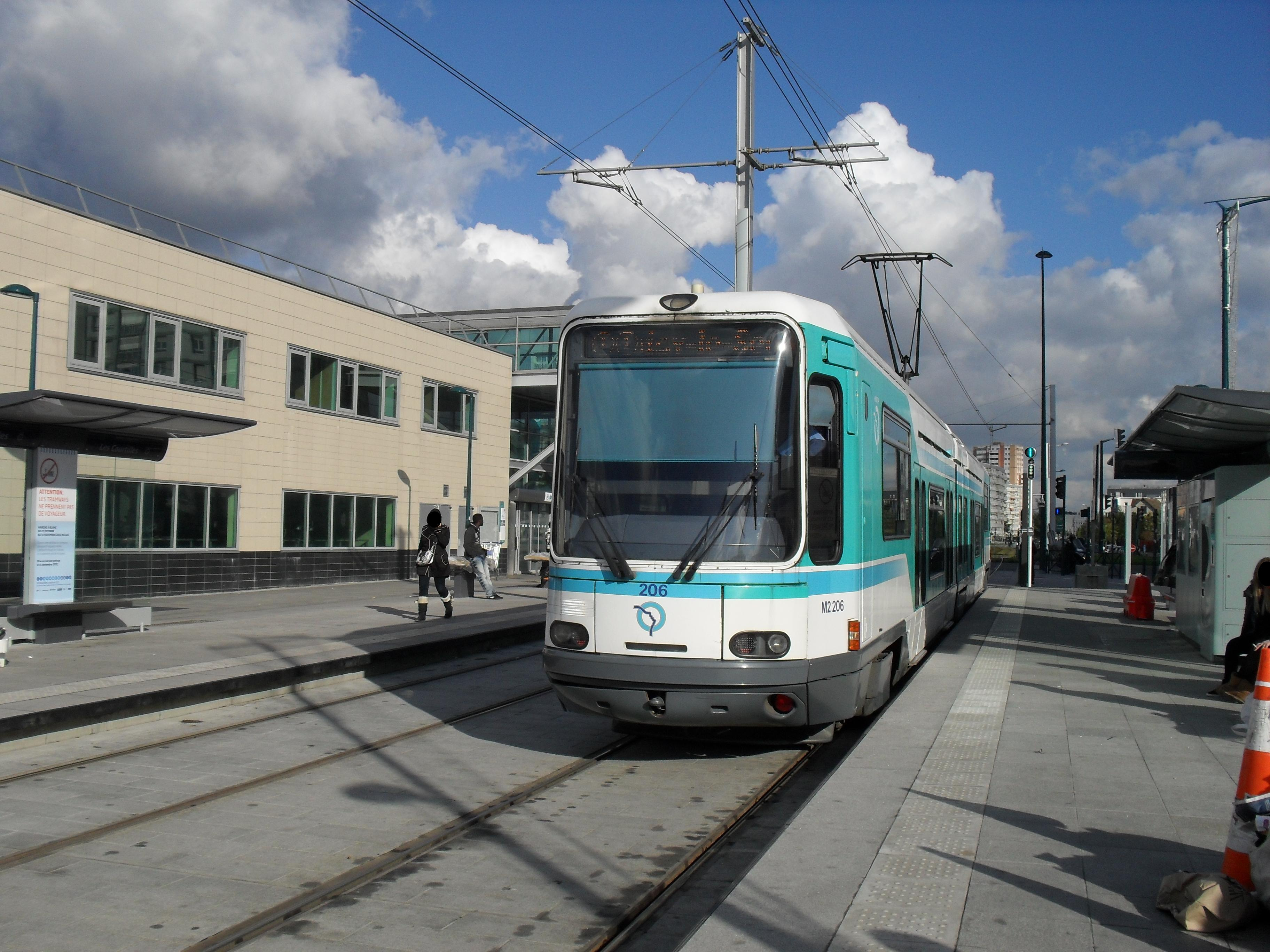
La fermata del tram